# Teoria dos recursos cognitivos

## Teoria dos Recursos Cognitivos
A teoria dos recursos cognitivos se refere as características do líder como a experiência, inteligência, competência e o conhecimento relevantes para a tarefa. A essência da teoria é que o estresse é o inimigo da racionalidade, prejudicando a capacidade dos líderes de pensar logicamente e analiticamente. Contudo, a experiência e a inteligência do líder podem diminuir a influência do estresse sobre as suas ações: a inteligência é o principal fator em situações de baixa tensão, enquanto que a experiência conta mais em momentos de alto estresse.

## Teoria
A teoria de recursos cognitivos é uma teoria de liderança e de psicologia do trabalho desenvolvido por Fred Fiedler e Joe Garcia em 1987 como uma reconceituação do modelo de contingência Fiedler. Examina as condições a partir das quais os recursos cognitivos (a experiência, a inteligência e a competência técnica) estão relacionados com o desempenho do grupo. O estudo vê o direcionamento muito útil para o desempenho quando o líder é competente, sem pressão e apoiado, então o grupo está pronto, a comunicação se torna clara. Diferentemente quando o líder sente o grupo sob pressão, então ele muda de direção e neste caso, a experiência é mais importante do que a habilidade.
A importância da inteligência e da experiência do líder difere nas situações de alta e baixa tensão. Fiedler e Garcia descobriram que a inteligência do líder tem uma relação positiva com o desempenho sob baixa tensão e negativa sob alta tensão. Por outro lado, a experiência do líder tem uma relação negativa com o desempenho sob baixa tensão e positiva sob alta tensão, o que representaria para Fiedler e Garcia que o nível de stress da situação determina se a inteligência e a experiência do indivíduo vão contribuir para o desempenho da liderança.
A inteligência do líder se correlaciona com o desempenho na medida em que a tarefa exige esforço intelectual. Habilidades intelectuais só podem ser utilizadas de forma eficiente em tarefas difíceis, cognitivamente exigentes.
| Alta Tensão | Baixa Tensão |
| --- | --- |
| Quando a tensão é elevada a experiência do líder é mais importante que a habilidade / inteligência. As habilidades do líder diretivo, contribuem para o desempenho do grupo apenas sob condições onde o grupo concorda e apoia o líder em seus objetivos. | Em situações de baixa tensão, em que o líder tem o apoio da equipe, sua inteligência se torna relevante para o desempenho das tarefas. Neste caso uma abordagem diretiva é a melhor opção. |
| Quando a tensão é elevada a experiência do líder é mais importante que a habilidade / inteligência. As habilidades do líder diretivo, contribuem para o desempenho do grupo apenas sob condições onde o grupo concorda e apoia o líder em seus objetivos. | Quando há baixa tensão, então a inteligência é totalmente funcional e contribui para a melhor decisão.                                                                                     |

## Princípio: Teoria da Contingência
O modelo da teoria da contingência destaca a importância do estilo de liderança e o grau em que este é comparado com as situações. Para classificar os estilos de liderança, o contraste entre os líderes orientados para a execução de tarefas e líderes orientados para o relacionamento Fielder desenvolveu a Escala LPC (Least preferred co-worker – o colaborador menos preferido), o qual se baseia em um questionário de adjetivos e com escala de 1 a 8 onde é possível “classificar” o colega que já trabalhou e que prefere menos, podendo assim dizer se o analisado é orientado para relações humanas ou mais favorável ao desempenho de tarefas. A teoria é a capacidade que o líder possui em controlar o grupo de trabalho e assegurar que suas instruções serão realizadas. No entanto, esta teoria foi criticada por sua falta de flexibilidade e sobre a exatidão da escala LPC. Fiedler, em seguida, passou a desenvolver a Teoria dos Recursos Cognitivos (CRT).

## O Papel da Experiência
Em condições de alta tensão, a experiência é o fator que mais influencia no desempenho mais até do que a inteligência. Já que a experiência leva a perceber a solução mais eficiente, mesmo em situações complexas. Um alto nível de inteligência leva a uma complexidade cognitiva, assim, a percepção de maior complexidade da tarefa leva o líder a ver muitas soluções alternativas, resultando em maior stress.